# Джуді Гарленд
Френсіс Етел Гамм (англ. Frances Ethel Gumm), знана як Джу́ді Га́рленд (англ. Judy Garland, нар. 10 червня 1922, Гранд-Рапідс — пом. 22 червня 1969, Челсі) — американська акторка й співачка, знана своїми ролями в мюзиклах і драмах, а також музичними здібностями. Її кар'єра в індустрії розваг тривала 45 зі 47 років її життя. Володарка почесної дитячої премії «Оскар», «Золотого глобуса», премій Греммі й Тоні.

## Життєпис
Дитиною Гарленд виступала у водевілі зі своїми сестрами, а потім підписала контракт зі студією «Metro-Goldwyn-Mayer». Знялася в понад 20 фільмах, включно зокрема її найвідоміший фільм «Чарівник країни Оз». У 9 фільмах грала з Мікі Руні.
Після завершення контракту з кіностудією Гарленд здобула успіх як співачка, працювала на телебаченні й повернулася в кіно з музичним фільмом «Зірка народилася» (1954).
Була одружена п'ять разів. Народила трьох дітей — Лайзу Мінеллі, Лорну й Джої Лафтів. Страждала на депресію, мала залежність від медикаментів і пережила кілька спроб самогубства.
У 1969 році, у віці 47 років, померла від випадкового ненавмисного передозування барбітуратами.
У 1997 році Джуді Гарленд посмертно отримала почесну премію Греммі за свої досягнення, а кілька її музичних записів увійшли до Залу слави Греммі. У 1999 році Американський інститут кіномистецтв включив її до рейтингу найбільших кінозірок століття.

## Вибрана фільмографія
| Рік  |   | Українська назва           | Оригінальна назва          | Роль                        |
| ---- | - | -------------------------- | -------------------------- | --------------------------- |
| 1939 | ф | Чарівник країни Оз         | The Wizard of Oz           | Дороті Ґейл                 |
| 1943 | ф | Тисячі привітань           | Thousands Cheer            | сама себе (запрошена зірка) |
| 1944 | ф | Зустрінь мене в Сент-Луїсі | Meet Me in St. Louis       | Естер Сміт                  |
| 1946 | ф | Поки пливуть хмари         | Till the Clouds Roll By    | Мерілін Міллер              |
| 1949 | ф | Старим добрим літом        | In the Good Old Summertime | Вероніка Фішер              |
| 1961 | ф | Нюрнберзький процес        | Judgment at Nuremberg      | Ірен Гоффман-Вальнер        |